# D. Quixote (revista)
D. Quixote foi uma revista humorística que circulou no Brasil no período de 1917 a 1927. Seu fundador e diretor era o bibliotecário, jornalista e publicitário Manuel Bastos Tigre (D. Xiquote). Seu primeiro número saiu em 16 de maio de 1917. A revista teve como diretor-geral Luis Pastorino.
A revista teve contribuidores como Emílio de Menezes, Humberto de Campos, Antonio Torres, Nicoláo Ciancio, Adolpho Paixão, André Dumanoir e Bastos Tigre para a escrita e Julião, Raul, Calixto, Storni, Helios, Madeira de Freitas, George Bluow, Banbino e Nery para as ilustrações.